# Franco Gentilini
Franco Gentilini (Faenza, 4 agosto 1909 – Roma, 5 aprile 1981) è stato un pittore italiano.

## Biografia

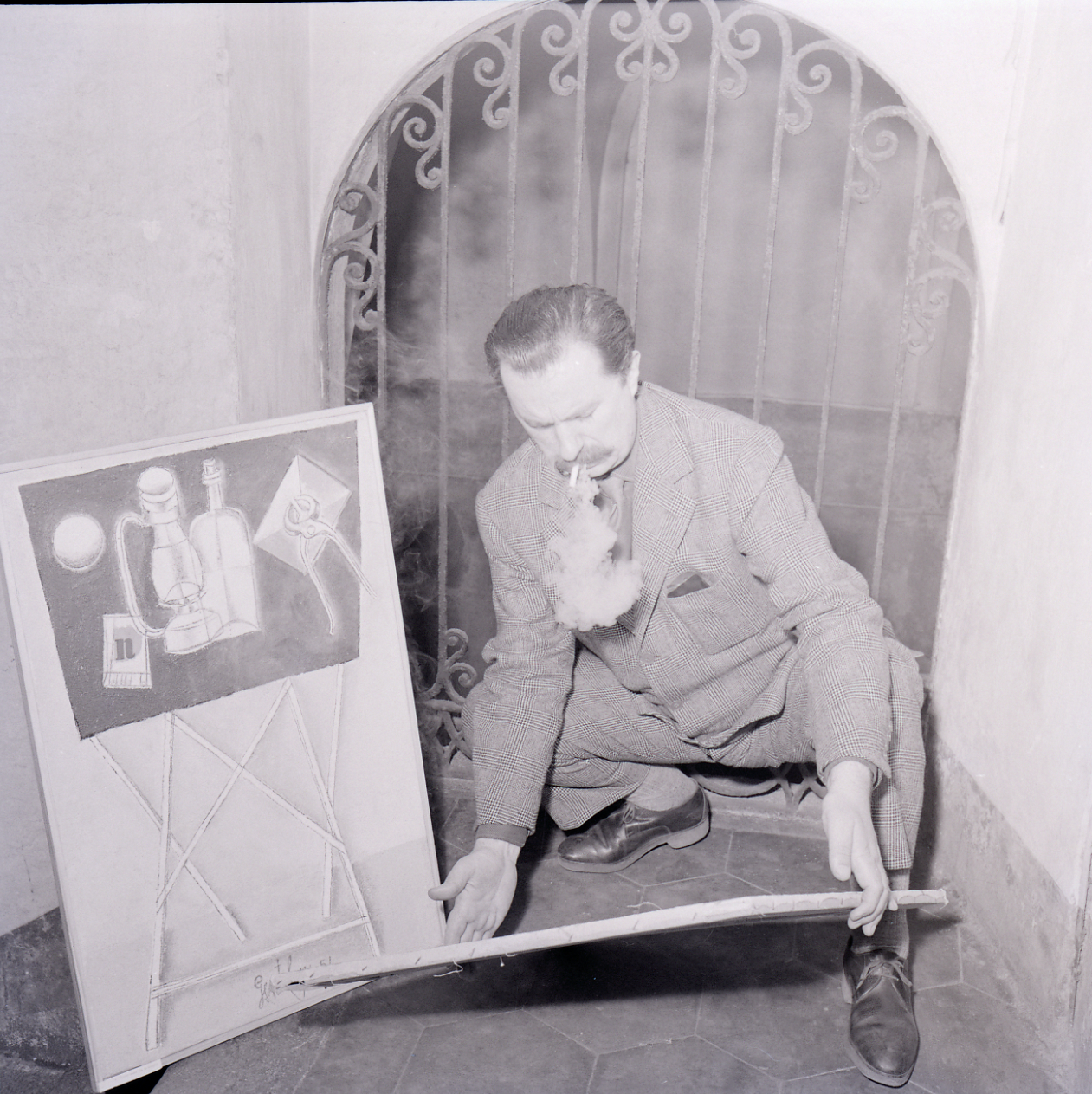
Franco Gentilini fotografato nel suo studio da Paolo Monti.

Nasce a Faenza il 4 agosto 1909. Dopo aver frequentato le scuole elementari, inizia a lavorare come apprendista in una bottega di ebanista intagliatore. Tra il 1921 e il 1925 frequenta i quattro corsi serali della Scuola comunale «Tommaso Minardi» di disegno industriale e plastica. Successivamente incontra il pittore Giovanni Romagnoli, titolare della cattedra di pittura all'Accademia di Belle Arti di Bologna, che gli dà i primi consigli.

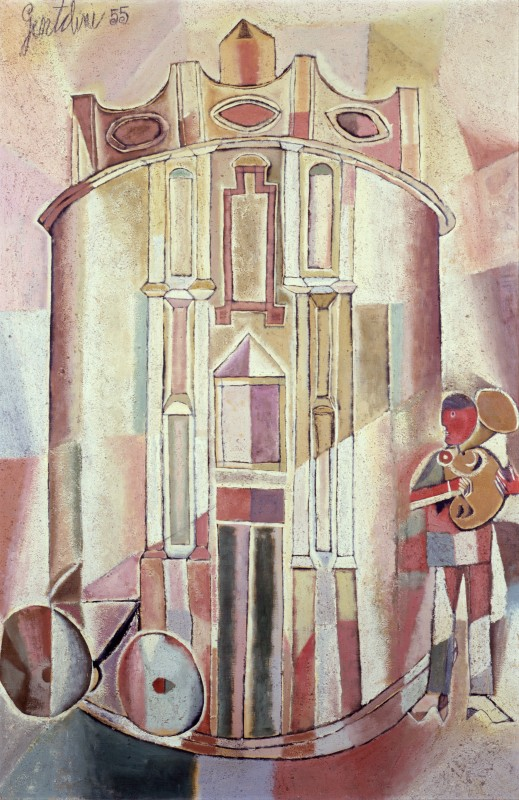
Cattedrale con suonatore di tromba, 1955, Milano, Collezioni d'arte della Fondazione Cariplo

Nel 1930 compie il primo viaggio a Parigi, e nello stesso anno la giuria della XVII Biennale di Venezia ammette un suo dipinto nei saloni espositivi.
Nel 1932 si trasferisce definitivamente a Roma. Entra nell'ambiente letterario dello storico Caffè Aragno, dove conosce e frequenta artisti e letterati (Cagli, Mucci, Falqui, Sinisgalli, de Libero), avviando con loro lunghe collaborazioni nell'illustrazione di loro testi e poesie. Di quegli anni è la profonda amicizia che lo lega al pittore ravennate Enrico Galassi. Dal 1934 diviene illustratore di riviste quali L'Italia Letteraria, Quadrivio, Il Selvaggio e dagli anni quaranta Primato, Documento, Domenica.
Gli anni trenta sono anni di partecipazione a numerosi Premi (II posto al Premio Rubicone 1933; primo al Premio Rubicone 1934), a Biennali e Quadriennali. In questi anni, Gentilini realizza opere pubbliche su commissione, dipinti (ritratti, nudi, paesaggi urbani, nature morte, composizioni ispirate alle popolari feste campestri) e numerosi disegni.
Il mondo artistico di Gentilini si forma nel contesto della cultura italiana tra la seconda guerra mondiale e il dopoguerra.
L'artista mette a punto la sua nota tecnica caratterizzata da un felice connubio tra pittura e disegno su un fondo preparatorio materico impastato con sabbia. I temi delle sue opere sono cattedrali, battisteri, giocolieri e suonatori ambulanti, paesaggi dalle prospettive irregolari, donne caratterizzate da stivaletti con tacchi a rocchetto, biciclette, autocarri, gatti e leoni. Gentilini è l'artista della joie de vivre, nonostante in questi anni ritraesse un mondo frantumato dalla seconda guerra mondiale.
Dalla metà degli anni cinquanta la sua ricerca si indirizza verso una stilizzazione geometrica essenziale che, facendo uso di prospettive ribaltate e piani sghembi trova un equilibrio compositivo del tutto nuovo e personale.
Nel 1954 si lega per contratto al mercante Carlo Cardazzo, delle Gallerie del Cavallino di Venezia e del Naviglio di Milano.

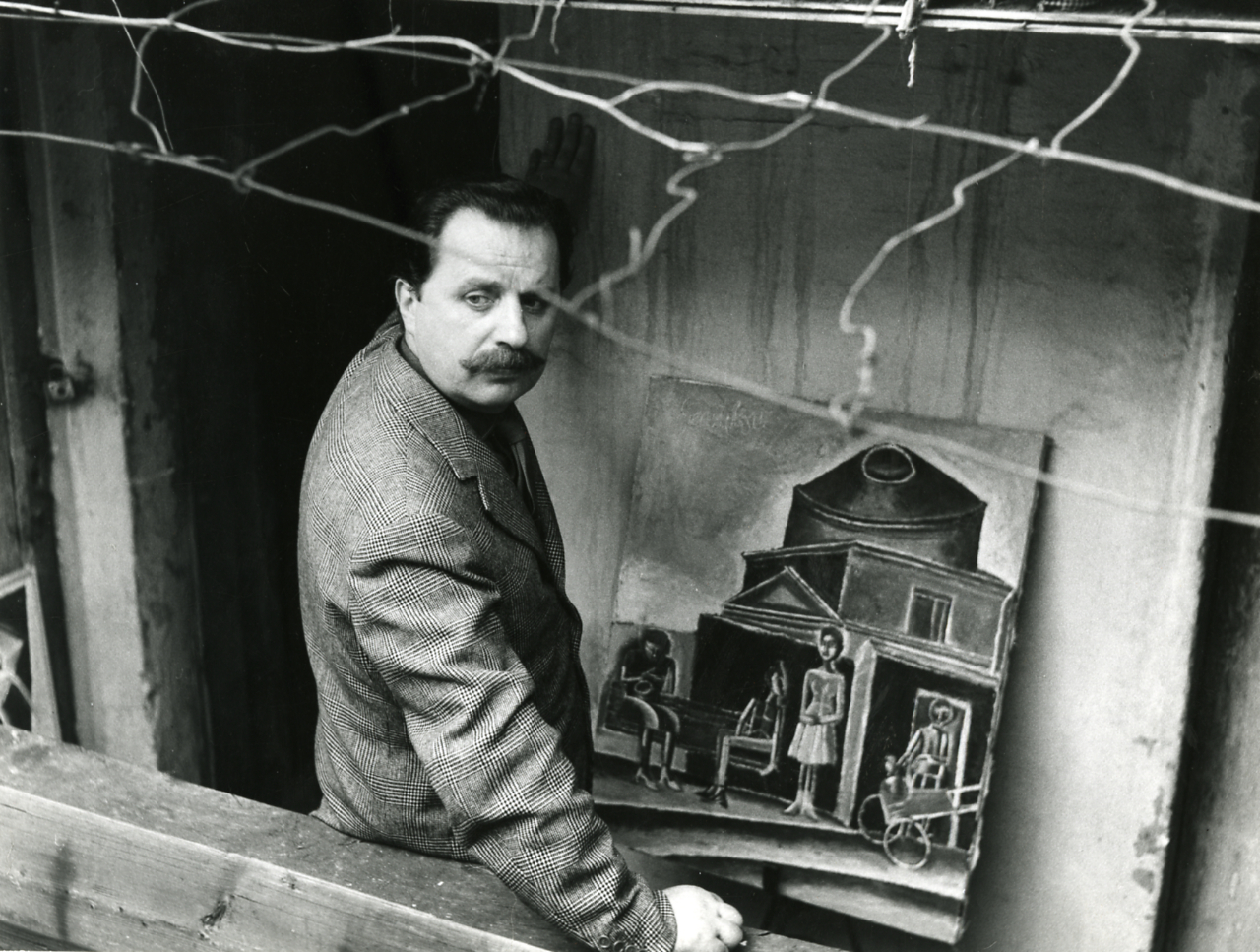
Franco Gentilini nel suo studio nel 1965. Foto di Paolo Monti.

Dal 1955 è titolare della cattedra di pittura all'Accademia di Belle Arti di Roma.
Nel 1968 gli viene conferito il "Premio Presidente della Repubblica" dall'Accademia Nazionale di San Luca di Roma.
Innumerevoli sono le mostre personali e collettive cui partecipa in Italia e in tutto il mondo.
Sue opere sono conservate nei maggiori musei italiani e internazionali, tra i quali la Galleria Nazionale d'Arte Moderna, gli Uffizi e i Musei Vaticani.
Nel 1979 viene eletto vicepresidente dell'Accademia Nazionale di San Luca di Roma.
La sua attività continua fino al 1981, quando muore il 5 aprile dopo una brevissima malattia.
Per celebrare il centenario della nascita dell'artista si sono svolte diverse retrospettive in spazi pubblici (Museo Pericle Fazzini di Assisi e Museo della Permanente di Milano) organizzate in gran parte dalla moglie Luciana Giuntoli che ha curato anche la raccolta del suo archivio personale.

## Opere
- Nudo femminile accosciato, 1929 circa (immagine);
- Faenza lungo l'argine del Lamone, 1930 (immagine);
- Viale della Stazione di Faenza. Meriggio d'estate, 1931 (immagine)

Opere di Franco Gentilini fotografate da Paolo Monti
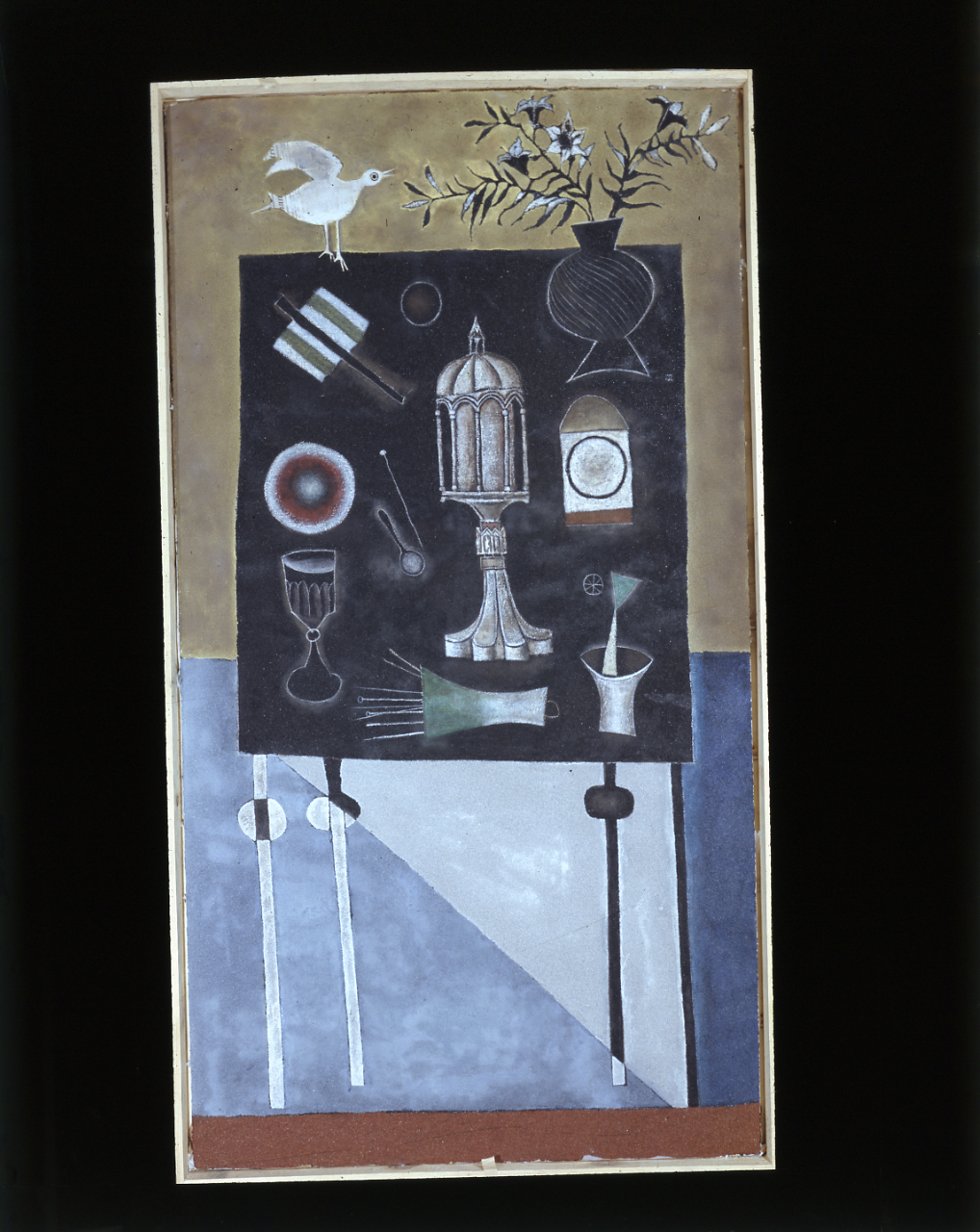
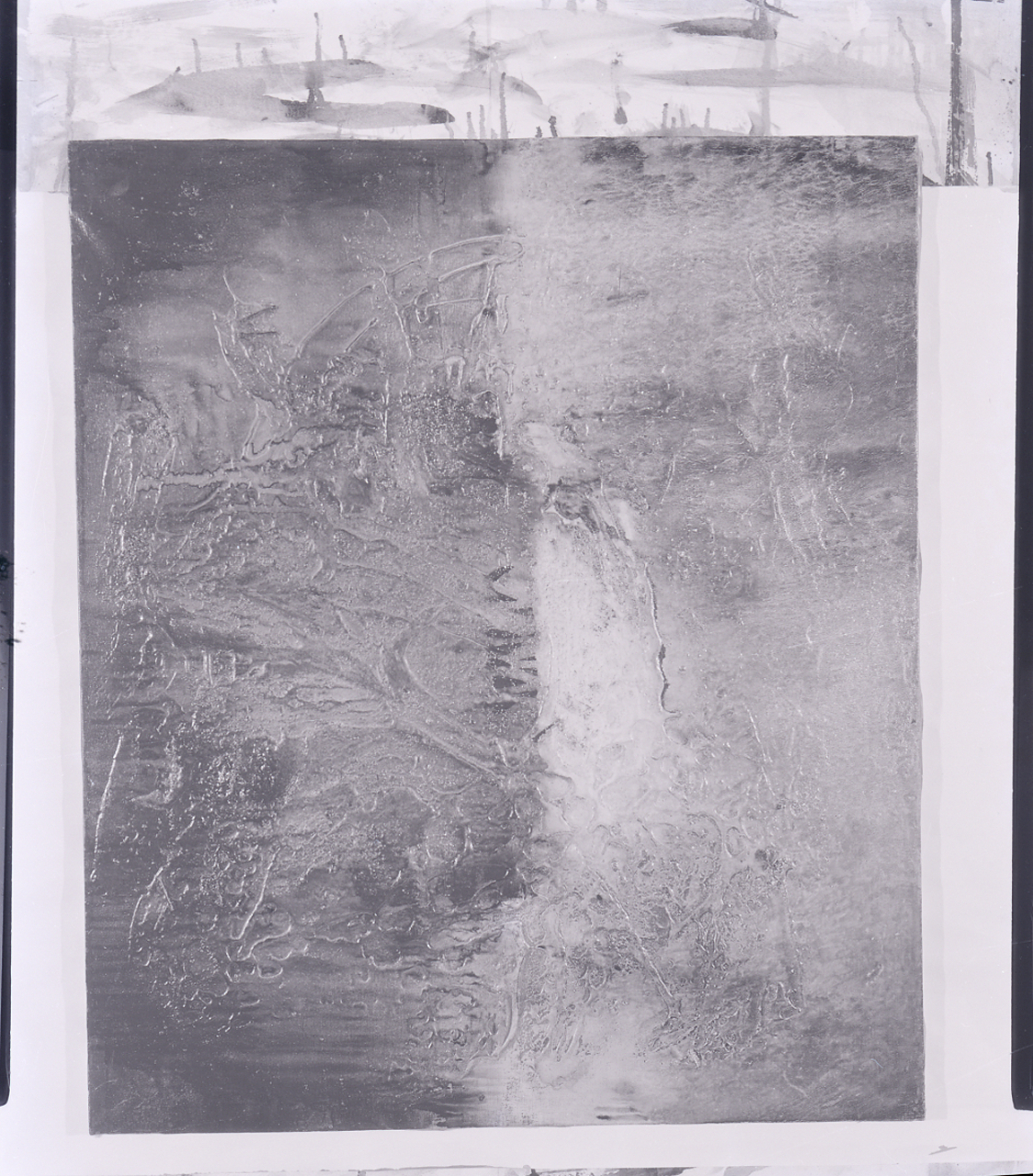
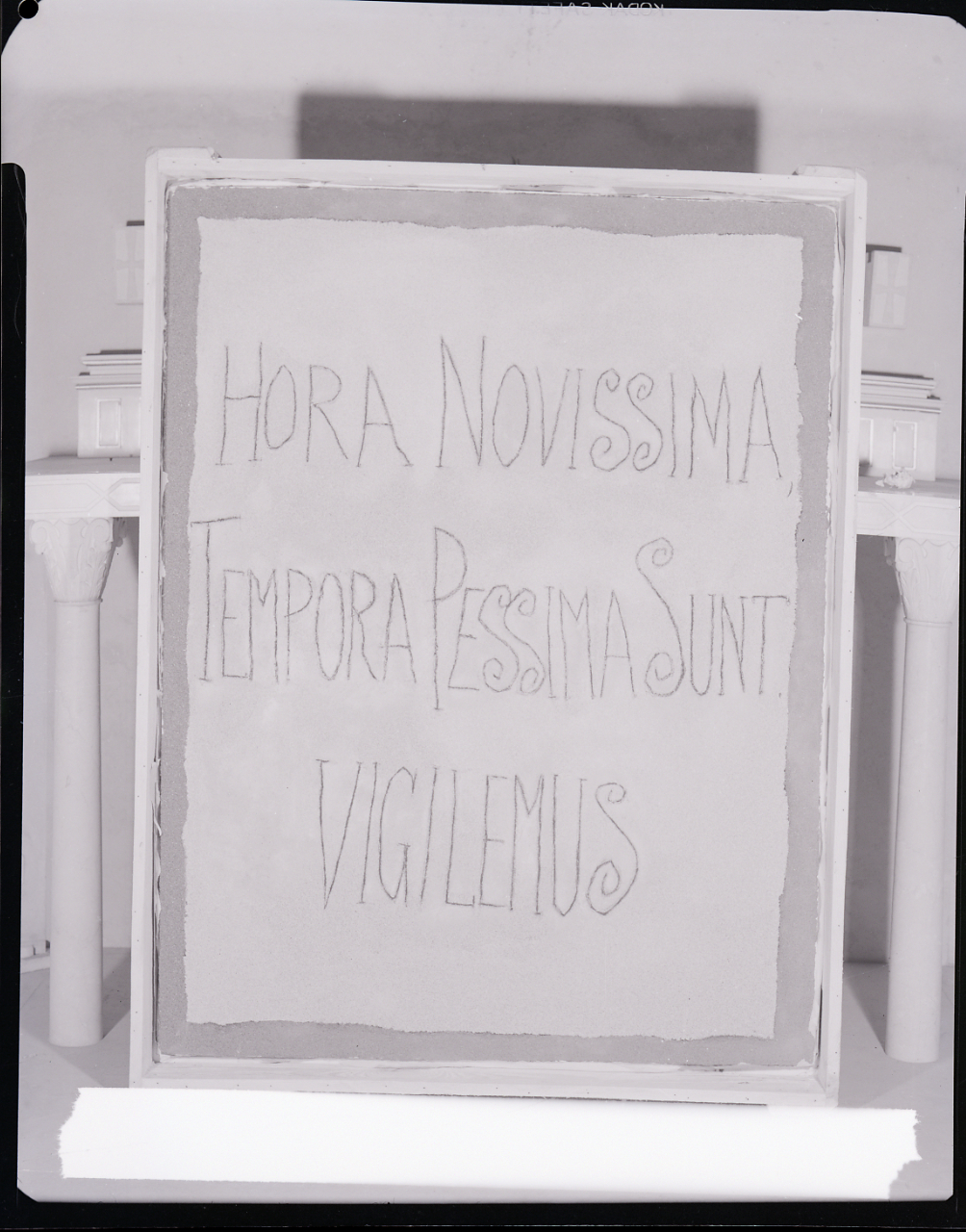
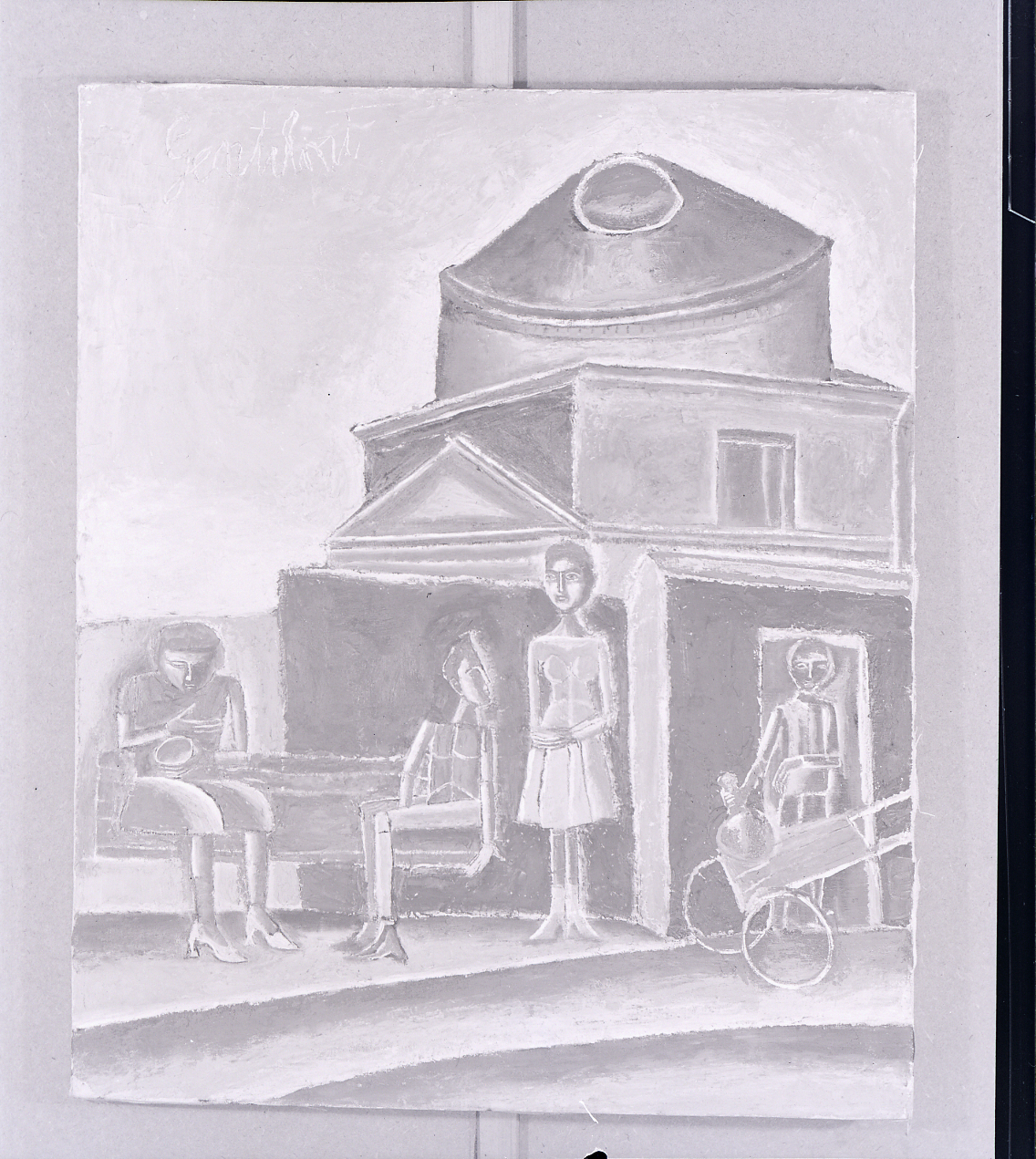

## Franco Gentilini nei musei
- Galleria d'arte moderna e contemporanea di Bergamo
- Pinacoteca civica di Savona
- Pinacoteca comunale di Faenza con l'opera Nudo (n°1) (1956).
- MAGI '900, Pieve di Cento, Bologna
- Collezione RAI, Roma, Milano, Londra e New York
- MIG. Museo Internazionale della Grafica, Castronuovo Sant'Andrea (PZ)